# Thomas Hopkins Gallaudet
Thomas Hopkins Gallaudet (Filadèlfia, 10 de desembre de 1787 - Hartford, Connecticut, 10 de setembre de 1851) fou un filantrop educatiu i fundador de la primera escola americana per a persones sordes.
Fill de Peter W. Gallaudet, comerciant, i de Jane Hopkins, Gallaudet es va graduar a la Universitat Yale el 1805. Va ingressar al seminari teològic d'Andover per estudiar teologia el gener de 1812 i es va graduar el 1814. Com a resultat dels problemes de salut que continuarien al llarg de la seva vida, Gallaudet va tornar a Hartford, Connecticut, on els pares s'havien mudat quan tenia tretze anys. Els seus interessos aviat es van dirigir a l'educació dels sords i va visitar Europa, estudiant a Anglaterra i França, on va aprendre el mètode de comunicació de signes de l'abbé Roch-Ambroise Sicard, cap de l'Institut reial francès per a sords. A la tornada de Gallaudet als Estats Units el 1816, ell i Laurent Clerc van establir l'asil americà per a sordmuts a Hartford (Connecticut), en suport del qual el Congrés dels Estats Units va concedir una concessió de terres. Durant més de 50 anys, aquesta escola va ser el principal centre de formació per a instructors de persones sordes. Gallaudet va proposar crear escoles especials per a la formació professional dels professors. També va escriure llibres de text per a nens sords.